# Jacqueline Gayraud
Jacqueline Gayraud (...) è una modella francese, vincitrice del titolo di Miss Vendée 1963 e Miss Francia 1964.
Fu eletta Miss Francia nel 1964 presso l'Aeroporto di Parigi-Orly. In seguito fu semifinalista a Miss Mondo 1964.